# Josephine Baker
Josephine Baker (født 3. juni 1906, død 12. april 1975) var en amerikanskfødt fransk danser, fotomodel og sangerinde.
Josephine Baker begyndte som 14-årig at optræde og turnerede med forskellige kompagnier, inden hun i 1923 kom til New York City og begyndte at optræde på Broadway.
I 1926 blev hun internationalt berømt med et nummer på Folies Bergère i Paris, hvor hun optrådte kun iført et skørt af bananer. Da hun i 1928 ankom til København, forsøgte man forgæves at stoppe hendes optræden på Dagmarteater. Bakers varmeste fortaler ved denne lejlighed var Poul Henningsen.
Baker havde også en karriere som fotomodel og var en af de første, der i fotografiet fremhævede den sorte huds skønhed. I 1934 begyndte hun at indspille film i Frankrig, og i 1937 blev hun fransk statsborger.
Baker var aktiv i Frankrigs modstandskamp under 2. Verdenskrig og modtog efter krigen flere hædersbevisninger for sin indsats.
I 1950 begyndte hun at adoptere børn af forskellig farve og nationalitet og etablerede et "Børnenes FN", der skulle vise, at folk kunne leve i fredelig sameksistens. Bakers shows efter krigen var musikalsk og visuelt overdådige, og hun turnerede overalt i Europa for at finansiere det idealistiske børnehjem på slottet Les Milandes.
Baker har fået tildelt den ære, at hendes jordiske rester vil blive flyttet og stedt til hvile i Pantheon-monumentet i Paris. Det gør entertaineren til den første sorte kvinde, der får landets højeste hæder. Baker deler æren med bl.a. Voltaire, Marie Curie og Victor Hugo.

## Ekstern henvisning
- Josephine Baker på Internet Movie Database (engelsk)
- Josephine Baker på Filmdatabasen
- Josephine Baker på danskefilm.dk
- Josephine Baker på Svensk Filmdatabas (svensk)
- Josephine Baker på AlloCiné (fransk)
- Josephine Baker på AllMovie (engelsk)
- Josephine Baker på Rotten Tomatoes (engelsk)
- Josephine Baker på The Movie Database (engelsk)
- Josephine Baker på Internet Broadway Database (engelsk)
- Josephine Baker på Encyclopædia Britannica Online (engelsk)

- Wikimedia Commons har flere filer relateret til Josephine Baker